# Sakurakai
Sakurakai (桜会?) fue una sociedad secreta de tendencia ultranacionalista formada por jóvenes oficiales del Ejército Imperial japonés en septiembre de 1930, con el objetivo primordial de reestructurar el estado siguiendo un modelo militarista y totalitario. Para ello, se contemplaba el uso de la fuerza y el golpe de Estado. El objetivo manifiesto de esta sociedad  y por ende, el de todos sus miembros, era la Restauración Showa, con la que confiaban devolver el poder absoluto al Emperador Hirohito, y proteger el país de la corrupción política y la maldad burocrática por medio una nueva dictadura militar.

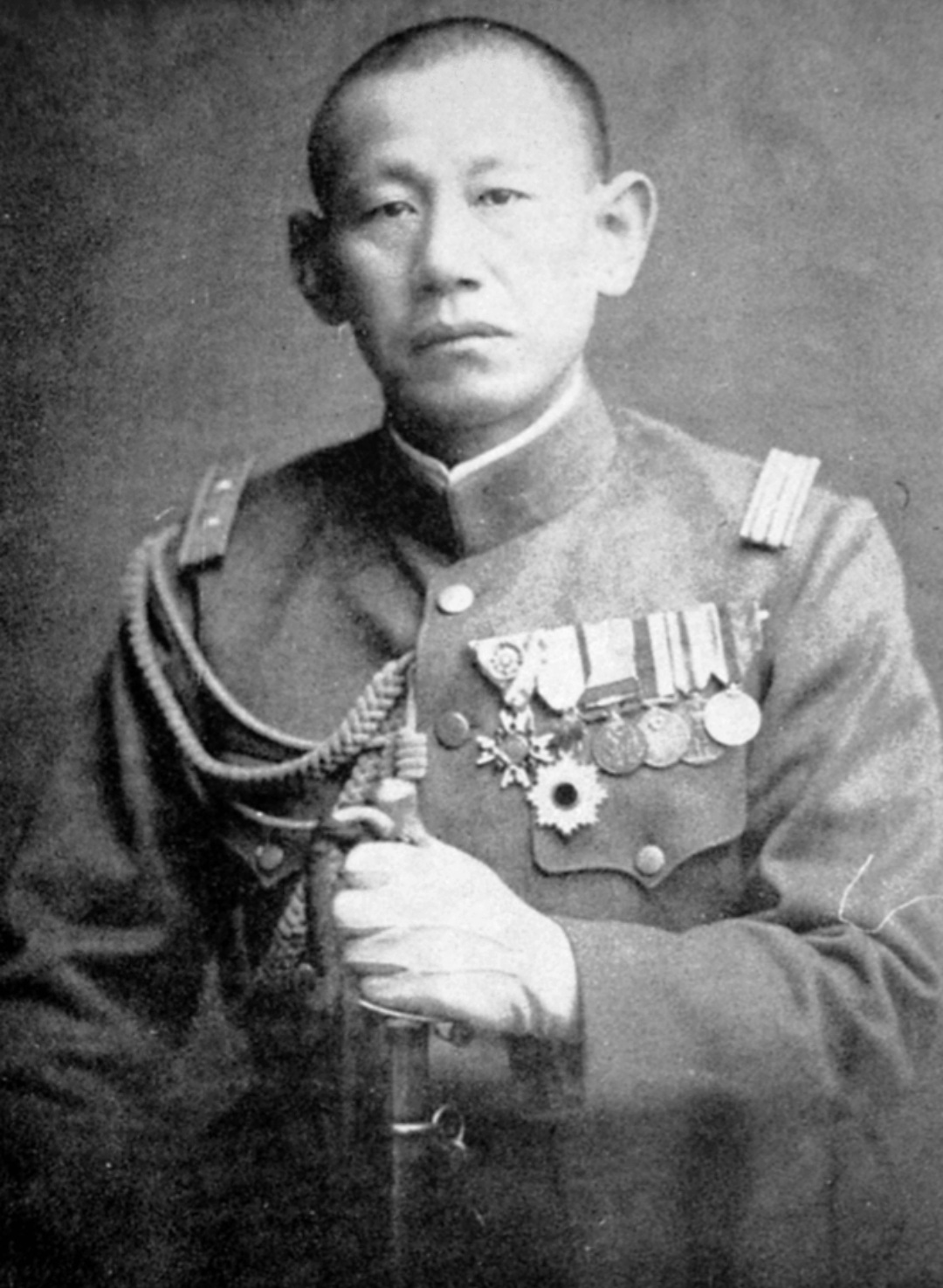
Teniente Coronel Hashimoto, fundador de Sakurakai.

Los cabecillas de la Sakuraikai eran el Teniente Coronel Kingoro Hashimoto, por aquel entonces al mando del Departamento de asuntos rusos (G-2/Inteligencia Militar) del  Cuartel General del Ejército Imperial Japonés, y el Capitán Isamu Cho, con el apoyo del General Sadao Araki. En un principio, la sociedad tan solo contaba con diez miembros iniciales, todos ellos oficiales en servicio activo del Ejército Imperial. Apenas un año después, en octubre de 1931, el mensaje había calado profundamente en todos los estamentos del Ejército, y el número de miembros superó el centenar, incluyendo oficiales de menor rango.  Uno de los nuevos miembros más destacados era Kuniaki Koiso, futuro primer ministro de Japón:
"Sakurakai persigue reformas políticas: la anulación del sistema de gobierno basado en partidos por medio de un golpe de estado y el establecimiento de un nuevo gabinete basado en el socialismo estatal, con el fin de erradicar en Japón la corrupción en la política, la economía y las ideas."
Sus ideales e intenciones se materializaron en dos ocasiones durante 1931, con el Incidente de Marzo y el Incidente de Octubre. En ambos casos, miembros de la Sakurakai, apoyados por elementos civiles ultranacionalistas, se rebelaron contra el gobierno en un intento por derrocarlo. Ambos golpes de estado fueron en vano y acabaron provocando la disolución de Sakurakai tras los arrestos de Hashimoto y Cho en octubre de 1931. 
Tras la desaparición de esta organización, muchos de sus miembros acabaron enrolándose en la Tōseiha.